# キャサリン・ロールズ
キャサリン・ルイーズ・ロールズ（英: Katherine Louise Rawls, 1917年6月14日 - 1982年4月8日）はアメリカ合衆国（通称：米国）の元女子競泳競技選手、元女子飛込競技選手。1930年代に全米水泳選手権で合計33個のタイトルを獲得し、1938年当時において合計18個の米国記録を保持していた。1965年の第1回国際水泳殿堂入りメンバーの1人でもある。

## 競技生活
1917年6月14日、キャサリン・ロールズは米国テネシー州ナッシュビルで生まれた。2歳の頃にフロリダ州セントオーガスティンで水泳を習い、7歳のときにタンパで7.6メートルの飛込台からの高飛込を始めた。現役時代、ロールズは時にミノウ（英: The Minnow, この言葉は北米原産の淡水魚『カダヤシ』を意味する）というニックネームで呼ばれた。妹のドロシーとエヴェリンもフロリダ州の競泳チャンピオンで、3人は「ロールズ・ダイビング・トリオ」として知られ、末の妹ペギー、飛込チャンピオンの弟ソニーとともに「ロールズ・ウォーター・ベイビーズ」として各地のジュニア大会やエキシビションに出場していた。
ロールズは14歳のときに1931年夏の全米水泳選手権（全米選手権）に出場し、300メートル個人メドレーで世界新記録を出して当時のスター選手エレノア・ホルムに勝ち、翌日には220ヤード平泳ぎで王者マーガレット・ホフマンにも勝ってセンセーションを起こした。翌年の1932年にフロリダ州ハリウッドからフォートローダーデールへ移り、1932年ロサンゼルス五輪の米国代表選考会に出場するためマイアミビーチから後援を受けた。
代表選考会でロールズは驚いたことに200メートル平泳ぎで予選通過できなかった。コーチは力を温存して3位で予選通過を目指すよう言っていたが、辛うじて4位に終わった。その後、飛板飛込に出場し、驚くべきことに王者ジョージア・コールマンに勝った。高飛込は強風のため出場を取りやめた。ロサンゼルス五輪でロールズはコールマンに次ぐ銀メダルを獲得した。
1932年9月の全米選手権では飛板飛込で再びコールマンに勝って優勝し、さらに300メートル個人メドレー、220ヤード平泳ぎ、880ヤード自由形の3種目でも優勝した。その後もロールズは勝ち続け、しばしばエキシビションやカーニバルにも参加した。1934年には「水泳十種競技」に出場し、5万人の観衆の前で10種目全てで優勝した。ニューヨーク・タイムズは1935年までに全米選手権で行われる9種目のうち7種目でロールズを優勝候補に挙げた。ロールズの最も得意な種目は個人メドレーと距離の長い種目だったが、1930年代にはどちらも五輪種目ではなかった（メドレーには3つの泳法だけが使用されていた。バタフライが平泳ぎから分離されたのは1952年のことである）。
1936年のベルリン五輪においては個人種目の100メートル自由形で決勝に進出したものの7位に終わり、400メートルフリーリレーで銅メダルを獲得した。3メートル飛板飛込では、まだ13歳のチームメイトであるマージョリー・ゲストリングに最終試技で敗れるというショッキングな結果となった。ロールズは飛込競技ではなく、飛込競技の後に行われる競泳競技に集中していたのである。
1937年には日本で競泳大会に出てから帰国し、サンフランシスコに到着した数時間後に全米選手権に出場して4つの個人種目で優勝するという空前絶後の記録を作った。これによりAP通信の年間最優秀女子アスリートに選ばれ、ジェームスサリバン賞の投票でも3位に入った。そして、翌年1938年の全米選手権でも出場した4種目全てで優勝した。当時、ロールズは個人メドレー、自由形、平泳ぎで合計18個の米国記録を保持しており、個人メドレーでは8年間にわたって無敗だった。
1939年に競技生活から引退したが、1948年にカムバックしてロンドン五輪米国代表選考会の3メートル飛板飛込に出場した。ロールズは決勝には進出したものの108.56点で5位に終わり、ロンドン五輪への出場はならなかった。この種目で111.14点をマークして2位に入り、米国代表に選ばれたビクトリア・ドレーブスはロンドン五輪で金メダルを獲得している。

## 全米水泳選手権における成績

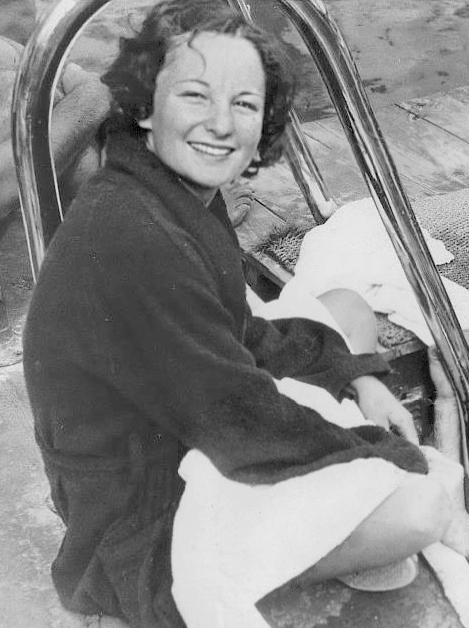
キャサリン・ロールズ（1938年撮影）

1930年代当時、全米選手権は毎年春（室内）と夏（室外）に開催されていた。ロールズは春夏の全米選手権において競泳競技で28個、飛込競技で5個、合わせて33個のタイトルを獲得している。その詳細は次の通りである。
| 年     |    | 優勝                                                                     | 2位             |
| ------ | -- | ------------------------------------------------------------------------ | --------------- |
| 1931年 | 夏 | 300メートル個人メドレー・220ヤード平泳ぎ                                 | 飛板飛込        |
| 1932年 | 夏 | 300メートル個人メドレー・220ヤード平泳ぎ・880ヤード自由形・飛板飛込      |                 |
| 1933年 | 春 | 300ヤード個人メドレー・低飛込                                            |                 |
| 1933年 | 夏 | 300メートル個人メドレー・飛板飛込                                        | 220ヤード平泳ぎ |
| 1934年 | 春 | 300ヤード個人メドレー・低飛込                                            | 高飛込          |
| 1934年 | 夏 | 300メートル個人メドレー・飛板飛込                                        |                 |
| 1935年 | 春 | 300ヤード個人メドレー・100ヤード平泳ぎ・100ヤード自由形                  | 220ヤード自由形 |
| 1935年 | 夏 | 300メートル個人メドレー・220ヤード平泳ぎ                                 |                 |
| 1936年 | 春 | 300ヤード個人メドレー・100ヤード平泳ぎ                                   |                 |
| 1936年 | 夏 | 300メートル個人メドレー                                                  |                 |
| 1937年 | 春 | 300ヤード個人メドレー・100ヤード平泳ぎ                                   | 500ヤード自由形 |
| 1937年 | 夏 | 300メートル個人メドレー・440ヤード自由形・880ヤード自由形・1マイル自由形 |                 |
| 1938年 | 春 | 300ヤード個人メドレー・100ヤード平泳ぎ                                   |                 |
| 1938年 | 夏 | 300メートル個人メドレー・440ヤード自由形・880ヤード自由形・1マイル自由形 |                 |

## 引退後の生活
1937年11月、ロールズの両親は広告企業の経営幹部ウィリアム・スターとの婚約を発表した。しかし、1938年5月18日、ロールズは母親に知らせずに航空機パイロットのセオドア・H・トンプソンと結婚し、フォートローダーデールのトンプソン航空学校で働き始めた。彼女は現役の水泳選手である一方でパイロットの免許も持っていた。エキシビションでの水泳は続けながらも1939年の全米選手権には出場せず、1940年の五輪大会が第二次世界大戦の影響で開催中止になると現役から引退した。
1942年に女性補助輸送部隊（英: The Women's Auxiliary Ferrying Squadron, 略称：WAFS）が創設されると最初のパイロット29人の中の1人となった。WAFSの基地はデトロイトに置かれ、米軍の軍務の一つとして軍用貨物の運送を担った。伝えられるところでは1943年に夫が離婚の訴えを起こしたが、誤解が原因として訴えを取り下げ、彼女がデトロイトからフォートローダーデールに戻るのを待った。ロールズはウェストバージニア州ホワイト・サルファー・スプリングスのグリーンブライアーホテルで20年間にわたって水泳のインストラクターを務め、1965年には新設された国際水泳殿堂への第1回殿堂入りメンバーに選ばれた。国際水泳殿堂の開設地がフォートローダーデールに決まった大きな理由の1つは、そこがロールズのホームタウンであるということだった。国際水泳殿堂が公式にオープンさせたプールは1930年代に彼女がトレーニング場所としていたカジノプールのすぐ近くにある。
1982年4月8日、ロールズは数年間の闘病生活を送った後、がんにより64歳で死去した。